# Pierre Amiet
Pour les articles homonymes, voir Amiet.
Pierre Amiet, né le 29 avril 1922 à Strasbourg et mort le 21 avril 2021 à Paris 17e, est un historien de l'art et conservateur de musée français, spécialiste du Proche-Orient ancien. De 1968 à sa retraite en 1988, il a dirigé le département des Antiquités orientales au musée du Louvre.

## Biographie
Il naît en Alsace, que sa famille quitte en 1939, puis fait ses études à Paris, à la Sorbonne et à l'École du Louvre. 
Entre 1950 et 1954, il participe à trois campagnes de fouilles à Tell el Far'ah.  
À son retour de Samarie, il se marie et achève sa thèse de doctorat. Sa thèse, qui porte sur La glyptique mésopotamienne archaïque, en particulier sur l'évolution iconographique des sceaux-cylindres, est publiée sous forme d'ouvrage en 1961. 
Il est conservateur du musée de Chambéry de 1958 à 1961, puis devient conservateur au département des antiquités orientales du musée du Louvre.
Il est professeur à l'École du Louvre.
Il est inspecteur général des Musées de France, et dirige le département des Antiquités orientales du musée du Louvre, où il succède à André Parrot, de 1968 à 1988.
Il dirige la Revue d'assyriologie et d'archéologie orientale jusqu’en 2010.

## Publications
- L'Art d'Agadé au musée du Louvre, Paris, Éditions des Musées nationaux, 1976 (ISBN 9782711800551)
- L’Art antique du Moyen-Orient, Citadelles & Mazenod, 1977, 604 p.  (ISBN 2850880078)[7]
- L’âge des échanges inter-iraniens. 3500-1700 avant J.-C., Réunion des musées nationaux, 1986.